# Carl Christian Giegler

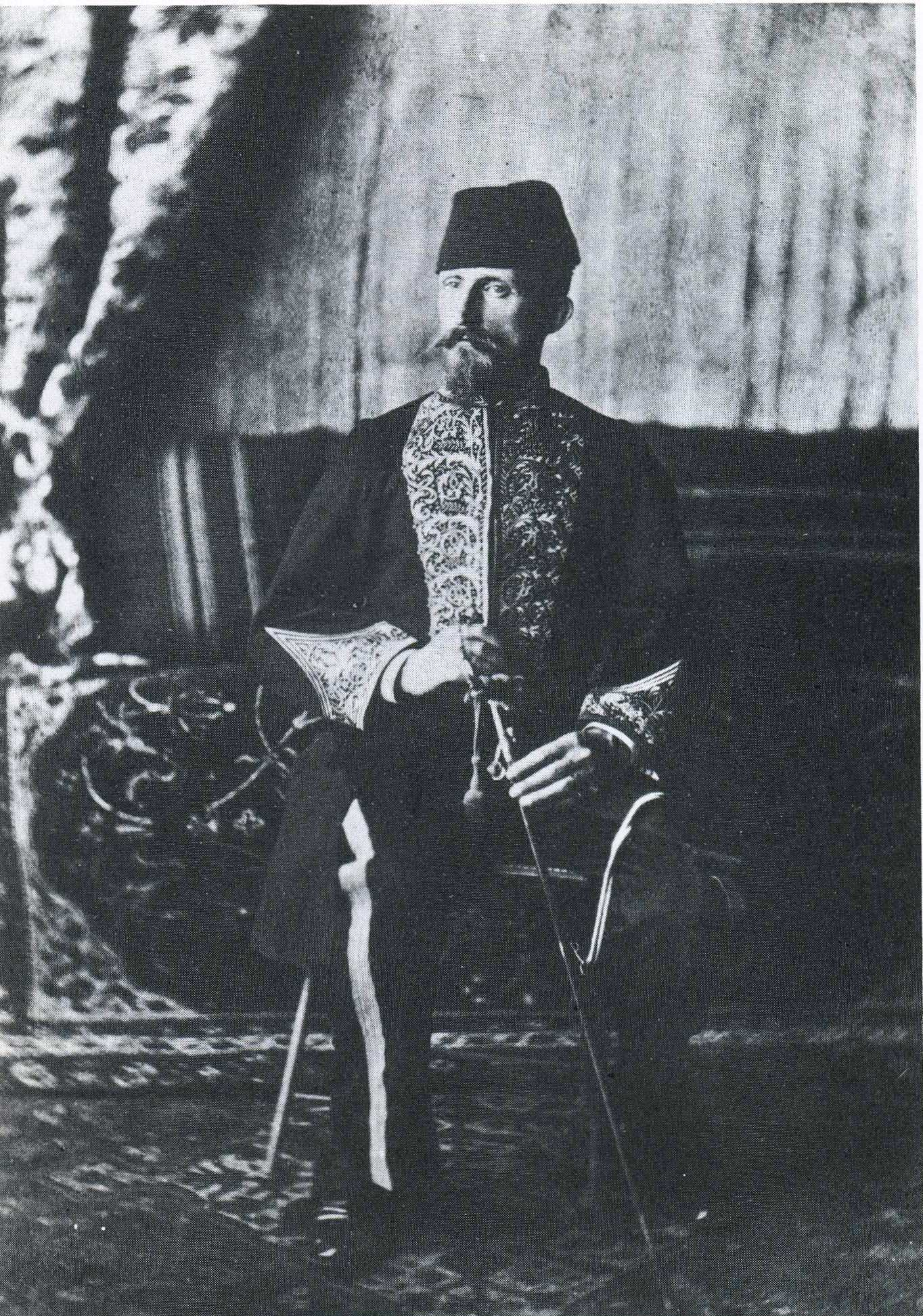
Giegler Pascha

Carl Christian Giegler, auch Giegler Pascha, (* 4. Januar 1844 in Schweinfurt; † 31. August 1921 ebenda) war von Februar bis Mai 1882 geschäftsführender Generalgouverneur der ägyptischen Provinz Sudan.

## Leben
Giegler wurde als Sohn eines Buchbinders am 4. Januar 1844 in Schweinfurt geboren. Nach Beendigung der Schulausbildung lernte er das Uhrmacherhandwerk. Nach wechselnden Anstellungen als Uhrmacher in Deutschland und dann in England war er als Arbeiter bei Siemens in Woolwich in der Telegrafenproduktion beschäftigt und erwarb sich nebenbei Kenntnisse in der Elektrotechnik. Dort wurde ihm der Posten zum Aufbau eines Telegrafensystems im Sudan angeboten, welchen er sofort annahm. Ab 1873 war Giegler im ägyptischen Sudan als Beamter für das Post- und Fernmeldewesen zuständig. 1875 wurde er zum Bey ernannt, am 10. März 1879 wurde er zum stellvertretenden General-Gouverneur (hikimdar) des ägyptischen Sudan ernannt und erhielt den Rang eines Pascha.                  

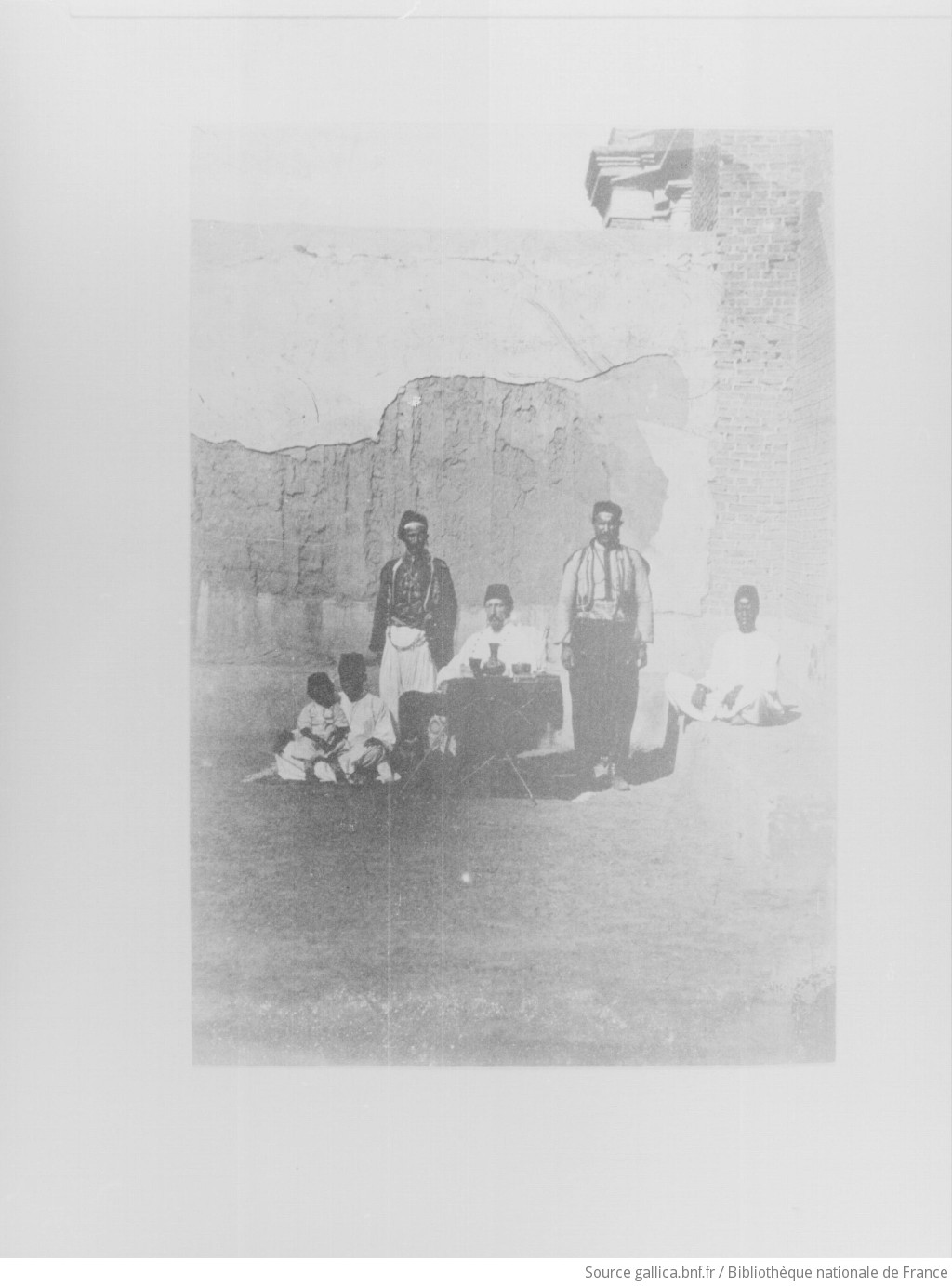
Giegler in Khartum (Mitte sitzend), fotografiert von dem französischen Konsul Louis Vossion im Jahr 1882.

1881 brach im Sudan der Mahdi-Aufstand aus. Der Mahdi Muhammad Ahmad hatte in den Nuba-Bergen am 9. Dezember 1881 seinen zweiten Sieg errungen. Daraufhin wurde der Generalgouverneur des ägyptischen Sudan Muhammad Rauf Pascha vom Khediven abberufen. Man warf ihm vor, die Gefahr des Mahdiaufstandes unterschätzt zu haben. Geschäftsführend übernahm Giegler dieses Amt im Februar 1882 bis zur Ankunft des neuen Generalgouverneurs Abd al Qadir Pascha Hilmi im Mai desselben Jahres. Er konnte die pro-mahdistische Rebellen am 6. Mai bei Abu Haraz und am 24. Mai 1882 bei Abu Shukah besiegen (siehe: Sennar-Expedition).
1883 heiratete er nach einem sechsmonatigen Aufenthalt in Schweinfurt die achtzehnjährige Elly Fechner und kehrte mit ihr in den Sudan zurück. Am 26. Januar 1884 trafen Giegler, Gordon Pascha, Evelyn Baring und Evelyn Wood mit dem ehemaligen Sklavenhändler Al-Zubayr Rahma zusammen, um diesen zur Zusammenarbeit gegen den Mahdi aufzufordern und ihm die Position des Gouverneurs anzubieten. Die Einsetzung Zubayrs wurde aber von der Regierung in London abgelehnt, die keinen ehemaligen Sklavenhändler an der Spitze Sudans sehen wollte. Gordon Pascha starb Anfang 1885 im belagerten Khartum. Die britische Expedition zur Rettung Gordons unter General Wolseley erreichte die Stadt am 28. Januar 1885, zwei Tage, nachdem diese gefallen war.
Giegler Pascha lebte im Anschluss bis 1893 in Ismailia und arbeitete für die Compagnie universelle du canal maritime de Suez. Er kehrte dann mit seiner mit Frau und vier Kindern nach Schweinfurt zurück, wo er seine Memoiren verfasste und am 31. August 1921 verstarb. 
Die Giegler-Pascha-Straße in Schweinfurt am westlichen Ende der Stadtgalerie erinnert an Carl Christian Giegler.